# Bienerthův vrch
Bienerthův vrch (též Bienertův vrch, Bienertův kopec, Pelíkovický kopec, německy Bienertberg) je 614 m n. m. vysoký vrch v okrese Jablonec nad Nisou Libereckého kraje. Leží asi 2,5 km zjz. od města Rychnov u Jablonce nad Nisou, na katastrálním území vsi Pelíkovice, necelých 0,5 km severozápadně od osady Rydvaltice.

## Popis vrchu
Je to suk tvaru asymetrické kupy tektonicky vyzdvižený na antiklinální hřbet při lužickém zlomu. Leží na levém břehu průlomového údolí říčky Mohelky. Je tvořený starohorními a prvohorními metamorfovanými horninami (fylit + svor s vložkou metadiabasu či zelené břidlice), jižní svahy jsou tvořené bazaltandezitem a východní kvarcitem.
Na jižním svahu, již v sousedním geomorfologickém podokrsku Prosečsko-frýdštejnské hřbety leží několik nižších, avšak ostřejších suků. Na svazích Bienerthova vrchu pramení množství potoků. Vrch je částečně zalesněný převážně jehličnatými porosty, na vrcholu jsou pole a louky.
Odlesněná vrcholová partie umožňuje takřka kruhový výhled.

## Geomorfologické zařazení
Vrch náleží do celku Ještědsko-kozákovský hřbet, podcelku Ještědský hřbet, okrsku Kopaninský hřbet a podokrsku Javornický hřbet.

## Přístup
Automobilem lze nejblíže přijet do osady Rydvaltice jihovýchodně od vrchu. Po příjezdové silnici vede Naučná stezka manželů Scheybalových. Nedaleko Pelíkovic prochází modrá turistická značka.